# Carrie Prejean
Pour les articles homonymes, voir Préjean.
Caroline Michelle Prejean, née le 13 mai 1987 à San Diego, Californie, est un mannequin américain, élu Miss Californie en 2009. 

## Biographie
Carrie Prejean est née à San Diego en Californie, fille de Francine Coppola et Wilbert Prejean. Sa mère est italo-américaine et son père est d'origine française. Elle a grandi dans une maison chrétienne évangélique à Vista en Californie. Ses parents ont divorcé en 1988, alors qu'elle n'avait qu'un an.
Elle a étudié jusqu'en 2005 au Vista High School, puis au San Diego Christian College, une école privée évangélique située à El Cajon en Californie. Elle est également bénévole au service d'enfants souffrant de déficiences intellectuelles. Elle poursuit actuellement des études pour devenir éducatrice spécialisée.
Carrie a épousé le 2 juillet 2010 le joueur de football américain des Oakland Raiders Kyle Boller à San Diego. Ils ont annoncé le 11 novembre 2010 qu'ils attendaient un enfant pour mai 2011. Carrie a donné naissance à une petite fille prénomée Grace Christina le 11 mai 2011.

## Concours
En 2007, Carrie a participé au concours de Miss Californie USA 2008 et a été première dauphine. Elle a de nouveau participé l'année suivante et a été élue Miss Californie USA.
Carrie a ensuite participé au concours de Miss USA 2009 à Las Vegas au Nevada le 19 avril 2009 et a été première dauphine. Sa réponse à la dernière question durant le concours a causé beaucoup de controverse.

## Controverse
Carrie a reçu beaucoup d'attention concernant sa réponse à une question concernant le mariage homosexuel pendant le concours de Miss USA 2009. La question posée par le juge Perez Hilton, lui-même homosexuel, concernait son opinion sur la légalisation du mariage homosexuel dans chaque État américain. Elle a répondu qu'elle pense que chacun est libre de faire ses choix et de penser ce qu'il veut, mais que dans sa famille et concernant son point de vue, le mariage devrait être entre un homme et une femme.
Peu de temps après, Perez Hilton a publié sur son blog de violents commentaires en l'insultant et déclarant qu'elle a donné une réponse épouvantable qui a choqué beaucoup de gens. Il a également ajouté qu'elle a perdu sa couronne à cause de la manière dont elle a répondu à la question. Carrie a ensuite affirmé que cette réponse lui a coûté sa couronne.
Donald Trump, propriétaire de la majorité de la Miss Universe Organization, a défendu la réponse de Carrie en déclarant qu'elle a « fait du très bon travail » et que ce n'était « pas une mauvaise réponse, mais simplement son point de vue ». Il a ensuite ajouté qu'elle n'avait pas eu de chance et, quelle que soit sa réponse à la question, elle se serait fait « assassiner ». Plusieurs élus dont Gavin Newsom, maire de San Francisco et fervent partisan du mariage gay, a critiqué Perez Hilton et défendu Carrie pour son honnêteté en ayant donné son point de vue personnel.

## Publications
(en) Carrie Prejean, Still Standing : The Untold Story of My Fight Against Gossip, Hate, and Political Attacks, Californie, Regnery Publishing, novembre 2009, 256 p. (ISBN 978-1-59698-602-2, lire en ligne)